# Caixa Econômica Federal
Caixa Econômica Federal (CEF), também conhecida como CAIXA, é uma instituição financeira brasileira, sob a forma de empresa pública, com patrimônio próprio e autonomia administrativa com sede em Brasília, no Distrito Federal, e com filiais em todo o território nacional. É vinculada ao Ministério da Fazenda.
Integra o Sistema financeiro nacional, auxiliando na política de crédito do Governo federal do Brasil, submetendo-se às suas decisões e à disciplina normativa ao Ministro da Economia, e à fiscalização do Banco Central do Brasil. Conta em caráter excepcional com serviços bancários autorizados pelo Conselho Monetário Nacional (CMN). Suas contas e operações estão sujeitas a exame e a julgamento do Tribunal de Contas da União (TCU).
Atualmente conta com mais de 53,8 mil pontos de atendimento – sendo 26,7 mil pontos de autoatendimento, 4,3 mil agências e postos de atendimento, 13,4 mil unidades lotéricas, 9 mil correspondentes bancários, 9 agências-caminhão e 2 agências-barco, presentes em mais de 99% dos municípios brasileiros.

## História
Foi criada em 12 de janeiro de 1861 pelo Imperador Dom Pedro II com o nome de Caixa Economica e Monte de Socorro. Seu propósito era incentivar a poupança e conceder empréstimos sob penhor, com a garantia do governo imperial. Esta característica diferenciava a instituição de outras da época, que agiam no mercado sem dar segurança aos depositantes ou que cobravam juros excessivos dos devedores. Deste modo, a CAIXA rapidamente passou a ser procurada pelas camadas sociais mais populares, incluindo os escravos, que podiam economizar para suas cartas de alforria. Assim, desde o início, a empresa estabeleceu seu foco no social.
Porém os empréstimos sob penhor só foram possíveis no ano de 1934 quando o Presidente Getúlio Vargas ordenou que a mesma pudesse ser feita, aniquilando outras instituições particulares que cobravam juros altíssimos pelo mesmo serviço.
Em 1986, a CAIXA incorporou o Banco Nacional de Habitação (BNH), assumindo a condição de maior agente nacional de financiamento da casa própria. Com a extinção do BNH, a Caixa Econômica se tornou o principal agente do Sistema Brasileiro de Poupança e Empréstimo (SBPE), administradora do FGTS e de outros fundos do Sistema Financeiro de Habitação (SFH).
Em 1990, implementou ações para centralizar todas as contas vinculadas do FGTS,  anteriormente administradas por mais de 70 instituições bancárias.

## Missão
Constituída como empresa pública, de acordo com o Decreto-lei nº 759, de 12 de agosto de 1969, a CAIXA atua como prestadora de serviços, na promoção da cidadania e do desenvolvimento sustentável do país, como instituição financeira, agente de políticas públicas e parceira estratégica do Estado brasileiro.
| “ | Atuar na promoção da cidadania e do desenvolvimento sustentável do país, como instituição financeira, agente de políticas públicas e parceira estratégica do Estado brasileiro. | ” |

## Banco público

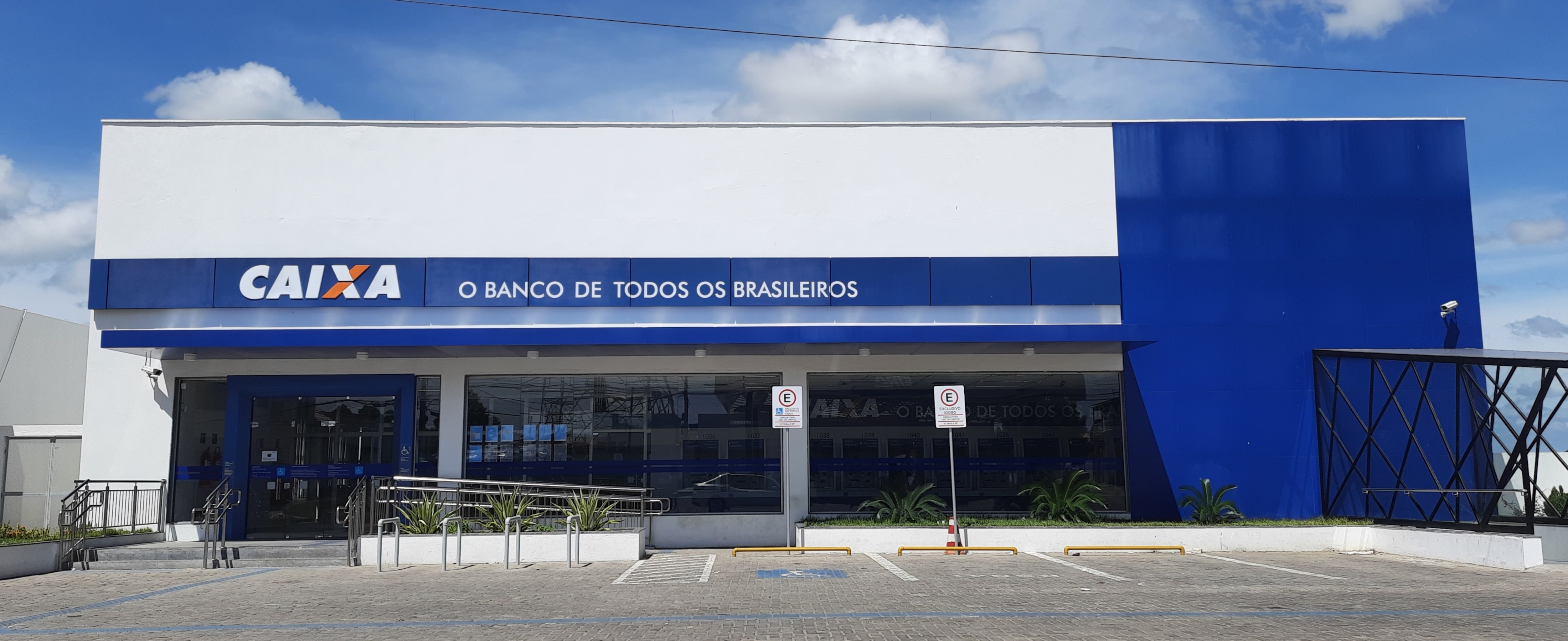
Uma agência da CAIXA em Pau dos Ferros, Rio Grande do Norte

A Caixa é o maior banco público da América Latina, focado também em grandes operações comerciais, mas ainda assim não perdendo seu lado social, uma vez que é centralizadora de operações como o Fundo de Garantia do Tempo de Serviço (FGTS), Programa de Integração Social (PIS) e Habitação popular (Programa de Arrendamento Residencial - PAR, Carta de Crédito, FGTS, entre outros).
É agente pagador também do Bolsa Família, programa de complementação de renda do Governo federal do Brasil e do Seguro-desemprego. Atua ainda no financiamento de obras públicas, principalmente voltadas para o saneamento básico, destinando recursos a estados e municípios. Também faz a intermediação de verbas do Governo federal do Brasil destinadas ao setor público. Acima de tudo, a Caixa Econômica Federal é um órgão público controlado pelo Tesouro Nacional da República Federativa do Brasil.
Em maio de 2015, a CAIXA reduziu os limites de financiamento com recursos da poupança: de 80% para 50% do valor total do imóvel no caso de imóveis usados financiados pelo Sistema Financeiro da Habitação, e de 70% para 40% em imóveis financiados pelo Sistema Financeiro Imobiliário.
No ano de 2021, a CAIXA atingiu a maior nota do Índice Integrado de Governança e Gestão (iGG) dentre as instituições financeiras estatais, pelo Tribunal de Contas da União.
Até abril de 2022, foram abertas 112 milhões de contas poupanças sociais digitais por meio do aplicativo CAIXA Tem, viabilizando inclusão social, digital e financeira, e sendo utilizado para pagamento de todos os benefícios sociais.

## Empregados
Para ser um empregado CAIXA, é necessário prestar um concurso público, conforme determina a Constituição Federal e o Estatuto da CAIXA. Os editais são publicados no Diário Oficial e no sítio da CAIXA, e tem como objetivo preencher vagas disponíveis ou formar cadastro reserva.
Após a admissão, o empregado passa a ocupar um cargo efetivo, para o qual prestou concurso.
Em 23 de janeiro de 2014, foram publicados, no Diário Oficial da União, editais de abertura dos concursos públicos CAIXA 2014 para a carreira administrativa, cargo de Técnico Bancário Novo e para a carreira profissional, cargos de Engenheiro – Áreas Agronômica, Civil, Elétrica e Mecânica, e de Médico do Trabalho. Os concursos foram realizados pela FUB/CESPE/UnB, instituição contratada para essa finalidade.
Em novembro de 2021, a CAIXA lançou o edital do concurso público para 1.100 vagas de técnico bancário novo exclusivamente para pessoas com deficiência (PcD).

## Conglomerado
As empresas que fazem parte do grupo CAIXA sãoː
- CAIXA Seguridadeː empresa que consolida os negócios de Seguridade do grupo CAIXA. Controla as subsidiárias integrais a CAIXA Holding Securitária e a CAIXA Corretora.
- CAIXA Cartõesː empresa que consolida o ecossistema de meios de pagamento do conglomerado CAIXA. Controla as subsidiárias XC Adquirência, XC Pré-Pagos, XC PAT., XC Fidelidade e XC Contas de Pagamento.
- CAIXA Assetː braço de gestão de fundos de investimento do conglomerado CAIXA.
- CAIXA Loteriasː administra os serviços das loterias federais.

## Loterias

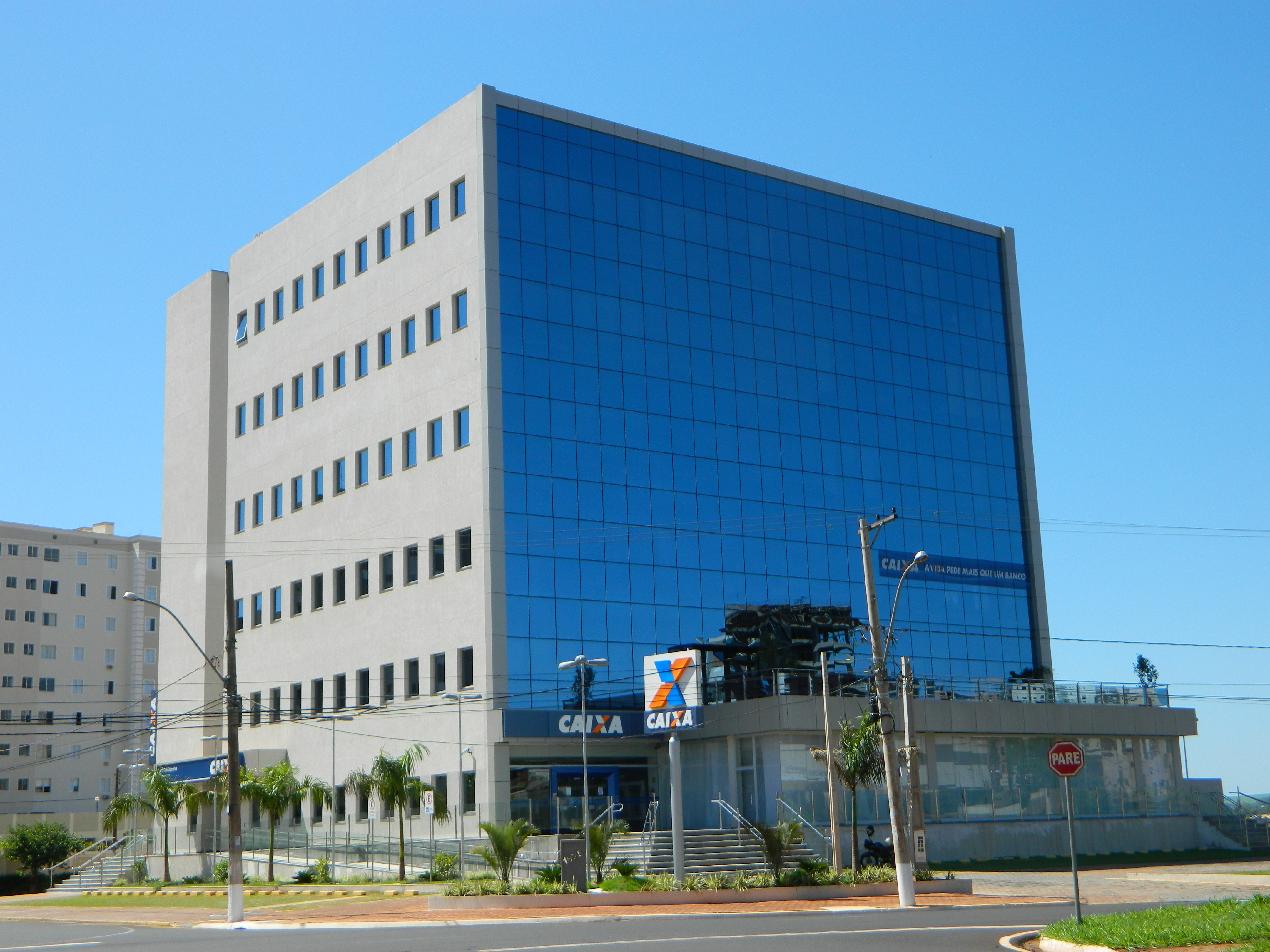
Sede administrativa regional da CAIXA em Ribeirão Preto, São Paulo.

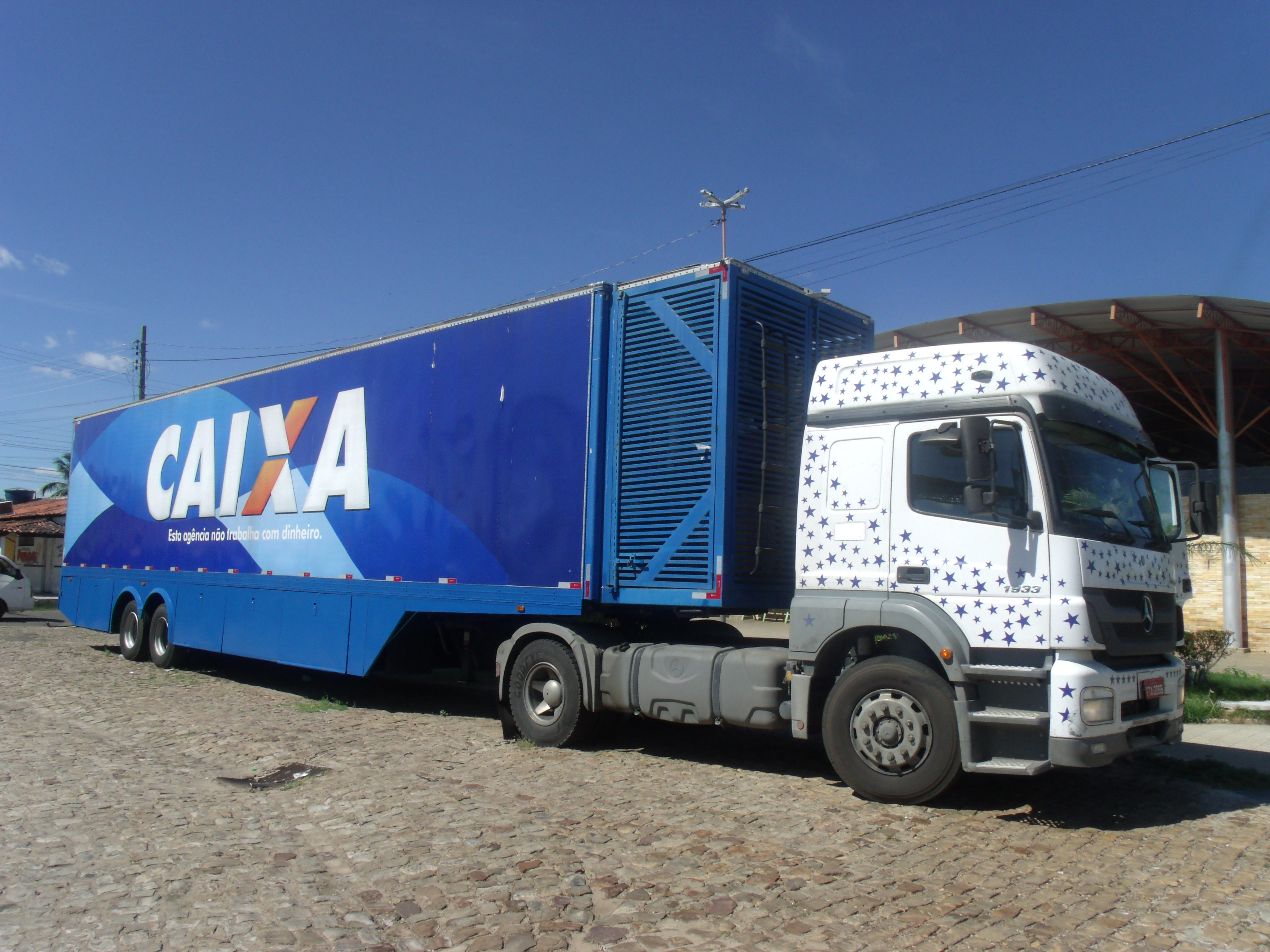
Agência móvel usada em casos emergenciais em locais em que as agências sofreram problemas, por exemplo, explosões decorrentes de assaltos.

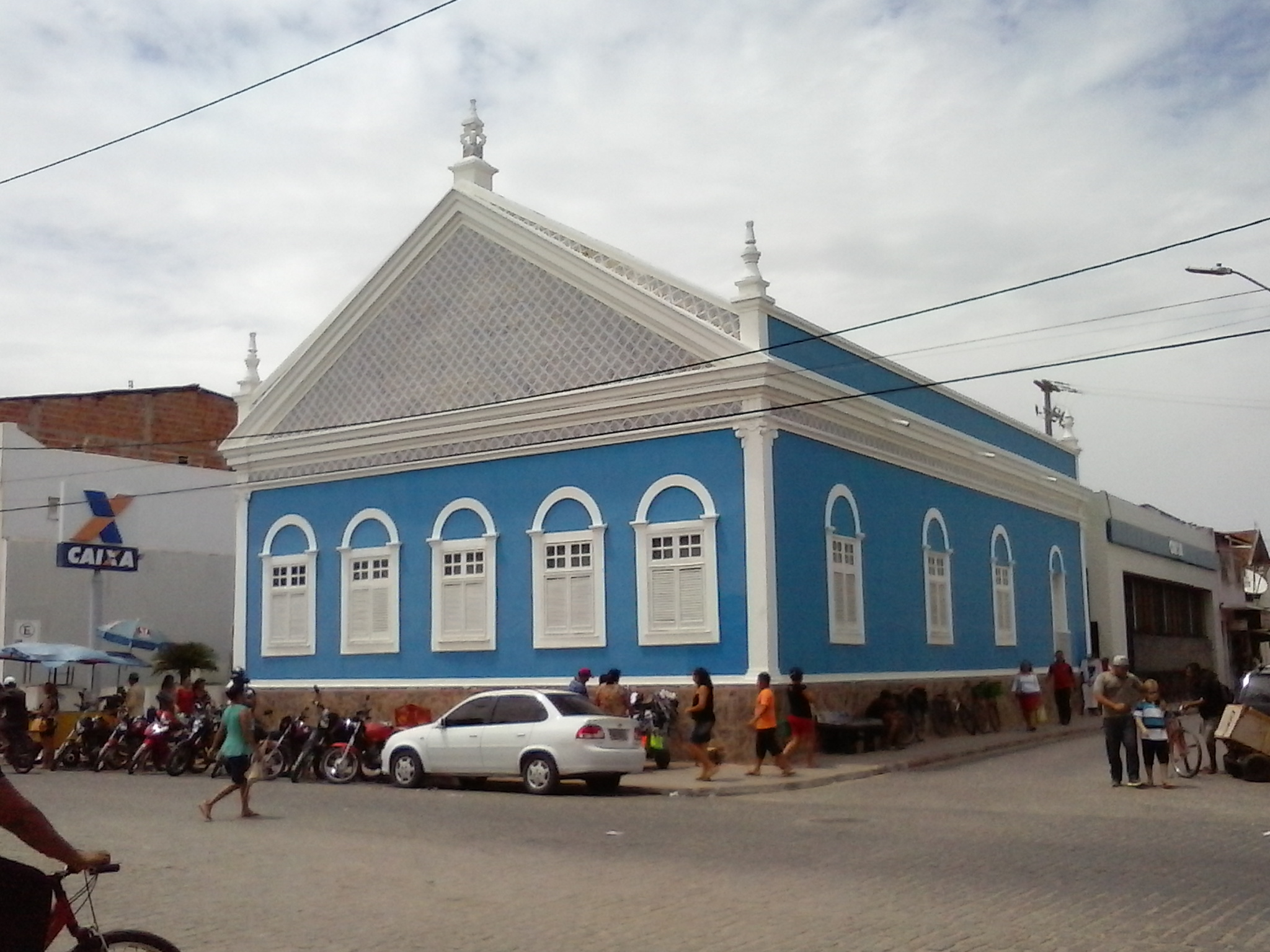
Agência localizada no centro histórico de Aracati, Ceará.

A CAIXA é a responsável pelas operações dos jogos lotéricos no Brasil desde 1961, através da divisão de loterias. São 12 modalidades de jogos:
- +Milionária
- Dia de Sorte
- Dupla Sena
- Loteca
- Loteria Federal
- Loteria Instantânea
- Lotofácil
- Lotomania
- Mega-Sena
- Quina
- Super Sete
- Timemania

Em 2021, as loterias arrecadaram um total de 18,5 bilhões de reais, sendo que, desses, 8,4 bilhões de reais foram repassados para projetos sociais e instituições subordinadas ao Governo federal do Brasil atuando na área de esporte, educação, cultura, segurança, social, saúde e outros.
As loterias, administradas pela CAIXA, são as maiores patrocinadoras dos esportes olímpicos e paralímpicos brasileiros, incluindo a Confederação Brasileira de Atletismo (CBAt), a Confederação Brasileira de Ginástica (CBG) e o Comitê Paralímpico Brasileiro (CPB), a Confederação Brasileira de Desportos de Surdos (CBDS), além de projetos sociais que assistem jovens e crianças em vulnerabilidade social.

### Loterias Online
Em agosto de 2018, CAIXA lança o Portal Loterias Online. O serviço é uma nova plataforma digital que permite apostas dos jogos lotéricos na internet. A função vale para as modalidades da Mega-Sena, Lotofácil, Quina, Lotomania, Timemania, Dupla-Sena, Loteca e Lotogol. Além disso, os valores dos jogos terão valor mínimo de R$ 30 e máximo de R$ 500 por dia. Os horários de encerramento das apostas seguem as mesmas regras das casas lotéricas, até às 19h (horário de Brasília) para os sorteios do dia.

### Prêmios prescritos
A cada concurso realizado vários prêmios não são reclamados por seus ganhadores tendo o prazo de 90 dias para retirada, após este período se torna prescrito. Com isto os valores são retidos na CAIXA e são destinados ao Fundo de Financiamento ao Estudante do Ensino Superior (FIES) promovendo a educação universitária no Brasil. Abaixo os valores não retirados em prêmios a cada ano:
- 2008: R$ 101,77 milhões;
- 2009: R$ 131,025 milhões;[26]
- 2010: R$ 168,963 milhões;[27]
- 2011: R$ 155,416 milhões;[28]
- 2012: R$ 198,012 milhões;[29]
- 2013: R$ 256,673 milhões;[30]
- 2014: R$ 270,5 milhões;[31]

### Aplicativo para aposta das Loterias
Em setembro de 2019, CAIXA anuncia aplicativo de aposta para as Loterias. Disponível inicialmente para sistema operacional iOS, a ferramenta permite jogos das modalidades da Mega-Sena, Lotofácil, Quina, Lotomania, Timemania, Dupla Sena, Loteca, Lotogol e Dia de Sorte. O pagamento é feito com cartão de crédito, com valor mínimo de R$ 30 por transação.

### Loterias extintas
- Loto
- Lotogol (não foi oficialmente encerrada pela Caixa, mas seu último concurso ocorreu em 2019)
- Sena
- Supersena

### História das Loterias do Brasil
- As Loterias da CAIXA atuam como um importante instrumento de desenvolvimento social, estendendo o acesso aos serviços da CAIXA em todas as cidades do território nacional. É Uma arrecadação segura e contínua de recursos financeiros sem impacto na carga tributária do cidadão.
- A primeira Loteria Oficial no Brasil aconteceu em 1784, na cidade de Vila Rica, atual Ouro Preto, Minas Gerais. Essa primeira extração teve por objetivo a construção da primeira Casa de Câmara e Cadeia de Vila Rica (atual Museu da Inconfidência), importante cidade do estado de Minas Gerais. Essa primeira Loteria aponta qual foi a finalidade inicial das Loterias, ou seja, arrecadar recursos para fins específicos. Assim, as pessoas que adquiriram aquela Loteria sabiam que uma parte do valor arrecadado seria revertida em prêmios para os ganhadores, mas que outra parte seria destinada à construção da Casa de Câmara e Cadeia em Minas Gerais.
- No século XX, em 1961, foi regulamentado que a exploração das Loterias Federais seria competência da União e sua execução passou a ser da Caixa Econômica Federal. O texto do Decreto nº 50.954, de 14 de julho de 1961 (Câmara dos Deputados, 1961), que fala sobre isso:

(...)
Art. 1º A Loteria Federal será explorada diretamente pela União.
Art. 2º O serviço da Loteria Federal, subordinado ao Ministro da Fazenda, será executado em todo País, pelo Conselho Superior das Caixas Econômicas Federais em colaboração com as Caixas Econômicas Federais.

Art. 3º Para os efeitos do disposto no artigo anterior, funcionará, junto ao Conselho Superior das Caixas Econômicas, um órgão especializado, com a denominação de Administração do Serviço da Loteria Federal.
A Loteria Federal do Brasil foi a primeira a ser administrada pela Caixa Econômica Federal, por isso mesmo conhecida como a Loteria tradicional. Antes de ser delegada à CAIXA, a exploração da Loteria Federal era feita por empresas particulares, pelo prazo de 5 anos, mediante concorrência pública realizada pelo Ministério da Fazenda.
A primeira extração da Loteria Federal administrada pelo Conselho Superior das Caixas Econômicas Federais foi realizada em 15 de setembro de 1962, no estado da Guanabara, atualmente Rio de Janeiro.

Em 1967, visando impedir o surgimento de jogos proibidos que fossem suscetíveis de atingir a segurança nacional, foi publicado o Decreto-Lei nº 204 (Câmara dos Deputados, 1967):
(...) é dever do Estado, para salvaguarda da integridade da vida social, impedir o surgimento e proliferação de jogos proibidos que são suscetíveis de atingir a segurança nacional;
(...) a exploração de Loteria constitui uma exceção às normas de direito penal, só sendo admitida com o sentido de redistribuir os seus lucros com finalidade social em termos nacionais;
(...) o princípio de que todo indivíduo tem direito à saúde e que é dever do Estado assegurar esse direito;
Art. 1º A exploração de Loteria, como derrogação excepcional das normas do Direito Penal, constitui serviço público exclusivo da União.
Parágrafo único. A renda líquida obtida com a exploração do serviço de Loteria será obrigatoriamente destinada a aplicações de caráter social e de assistência médica.

Art. 2º A Loteria Federal, de circulação, em todo o território nacional, constitui um serviço da União, executado pelo Conselho Superior das Caixas Econômicas Federais.
Esse decreto-lei estabeleceu que a renda líquida dos jogos lotéricos fosse destinada para as seguintes finalidades:
- constituição de um Fundo Especial de Financiamento da Assistência Médica;
- constituição de um Fundo Especial de Serviços Públicos e Investimentos Municipais;
- constituição de Fundo Especial de Manutenção e Investimentos;
- constituição do Fundo Nacional de Desenvolvimento da Educação;
- constituição de um Fundo Especial de Alimentação Escolar;
- constituição de um Fundo Especial de Desenvolvimento das Operações das Caixas Econômicas Federais.

## CAIXA Seguridade
A CAIXA começou a atuar no mercado de seguros a partir de 1967.
Em 21 de maio de 2015, foi constituída a CAIXA Seguridade, subsidiária integral da CAIXA. A companhia foi criada com o objetivo de consolidar, sob uma única sociedade, todas as atividades da CAIXA nos ramos de seguros, capitalização, previdência complementar aberta, consórcios, corretagem e atividades afins.
A CAIXA Seguridade tem uma ampla variedade de apólices de seguro de vida, patrimoniais (inclusive seguro habitacional), de ramos elementares e de automóveis, bem como planos de previdência privada, títulos de capitalização e consórcios, sendo o terceiro maior grupo segurador do país.
Em 29 de abril de 2021, a CAIXA Seguridade passou a ser listada no segmento Novo Mercado com o ticker CXSE3. Foi realizada a oferta pública de ações (IPO) na B3, totalizando um volume financeiro de R$ 5,0 bilhões, considerando a Oferta Base (450 milhões de ações) e o Lote Suplementar (67,5 milhões de ações). O controle da companhia foi mantido pela CAIXA, mas cerca de 17,25% das ações passaram a ser controladas por 108.973 acionistas, sendo 107.586 pessoas físicas.
Tem como subsidiárias integrais a CAIXA Holding Securitária e a CAIXA Corretora.

## CAIXA Cultural

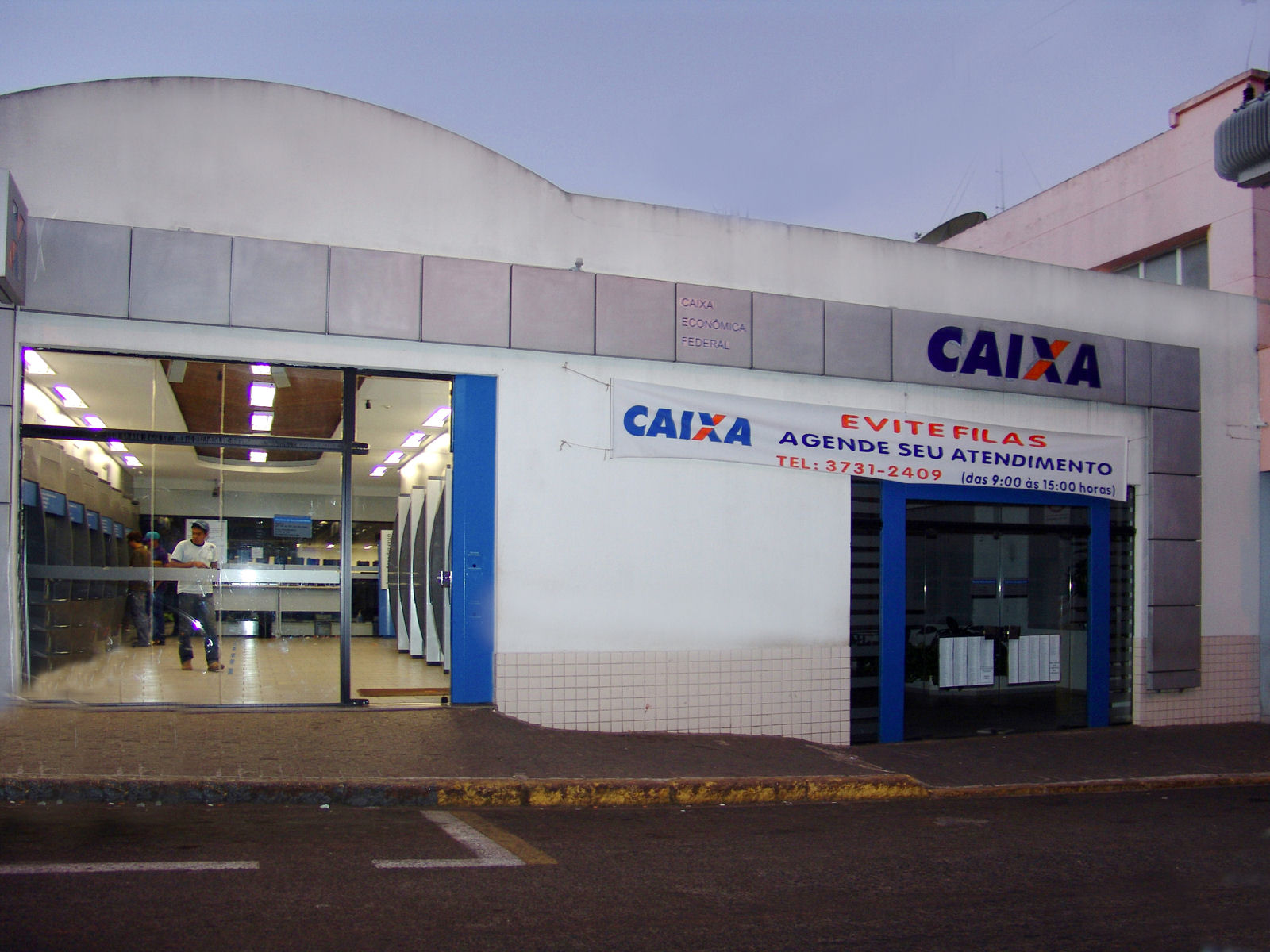
Agência da Caixa Econômica Federal no interior de São Paulo

A CAIXA, por meio da Caixa Cultural, visa apoiar o desenvolvimento da cultura brasileira atuando em uma política de patrocínios. A CAIXA Cultural compreende um leque de apoios que alcançam diversos níveis de produção artística, valorizando tanto as manifestações regionais da autêntica arte brasileira, quanto outras vertentes e linguagens estéticas, do popular ao erudito. Além disso, a CAIXA tem apoiado manifestações culturais estrangeiras, patrocinando a vinda de eventos de outros países, como forma de promover um intercâmbio entre culturas e a troca de conhecimentos e experiências estéticas.
Para atender essa política de apoio cultural, mantém espaços exclusivos da CAIXA Cultural em Brasília, Curitiba, São Paulo, Rio de Janeiro, Salvador, Fortaleza, Recife.

## Logotipos

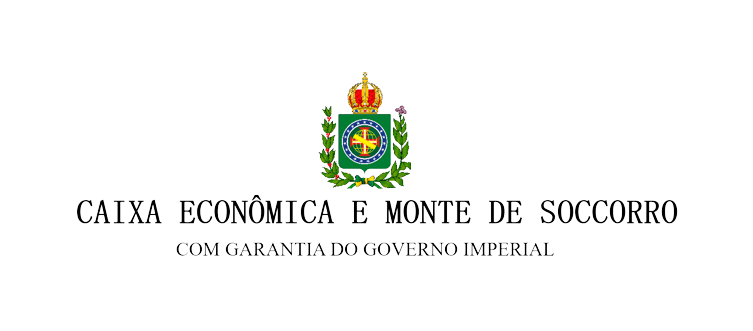
1861 - 1889
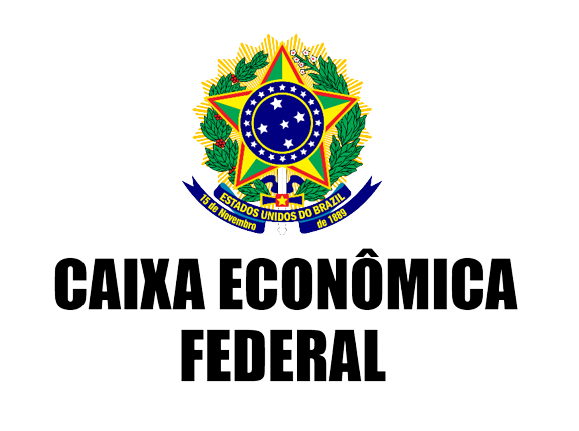
1889 - 1934
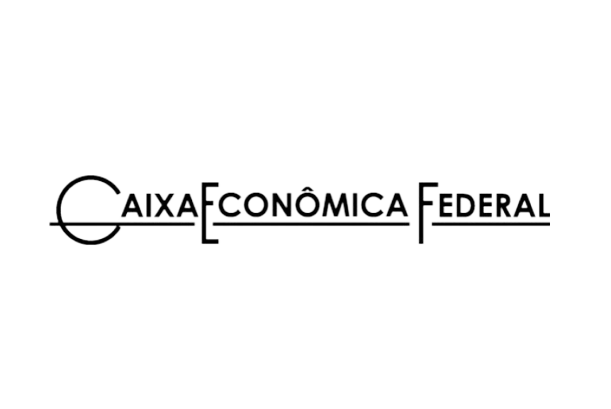
1934 - 1970
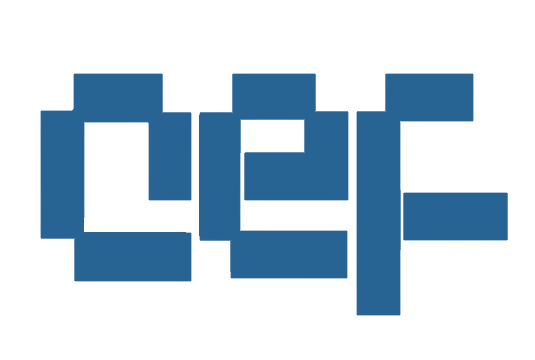
1970 - 1976
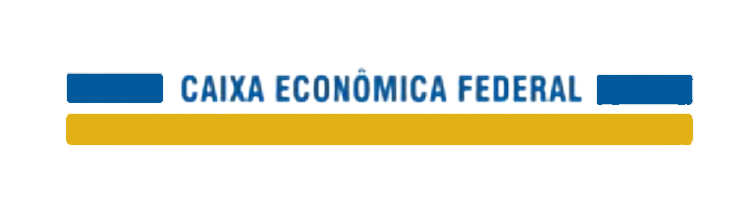
1976 - 1980
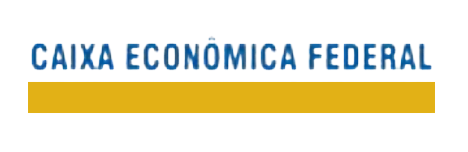
1980 - 1997
1997 -

## Patrocínios esportivos

### Futebol
Em 16 de julho de 2012, o banco começa a investir em patrocínios no meio futebolístico. Em 2017, a CAIXA esteve como patrocinadora master (frente) em 15 dos 20 clubes brasileiros de futebol masculino que disputaram jogos da Série A. CAIXA e Banco do Estado do Rio Grande do Sul foram as únicas empresas públicas entre todos os patrocinadores do futebol masculino na temporada 2017.
Além dos clubes do futebol masculino, a CAIXA também patrocinou o Campeonato Brasileiro de Futebol Feminino de 2013 até 2018. Em 2019, foi anunciado que a CAIXA não renovaria contratos de patrocínio com os clubes de futebol.
| Entidade patrocinada | Modalidade | Data de início    | Data de término   | Valor anual                       |
| -------------------- | ---------- | ----------------- | ----------------- | --------------------------------- |
| Corinthians          | Futebol    | dezembro de 2012  | abril de 2017     | R$ 30 milhões                     |
| Ponte Preta          | Futebol    | janeiro de 2017   | dezembro de 2018  | R$ 10 milhões                     |
| Santos               | Futebol    | outubro de 2016   | Dezembro de 2017  | R$ 18 milhões                     |
| Flamengo             | Futebol    | maio de 2013      | maio de 2015      | R$ 25 milhões                     |
| Coritiba             | Futebol    | maio de 2013      | maio de 2015      | R$ 6 milhões                      |
| ASA                  | Futebol    | julho de 2013     | dezembro de 2014  | R$ 1 milhão                       |
| Vitória              | Futebol    | julho de 2013     | dezembro de 2016  | R$ 6 milhões                      |
| Figueirense          | Futebol    | agosto de 2012    | dezembro de 2017  | R$ 4 milhões                      |
| Chapecoense          | Futebol    | julho de 2013     | dezembro de 2017  | R$ 4 milhões                      |
| Avaí                 | Futebol    | julho de 2012     | dezembro de 2013  | R$ 1,75 milhões                   |
| Vasco da Gama        | Futebol    | outubro de 2013   | fevereiro de 2015 | R$ 15 milhões                     |
| Atlético Paranaense  | Futebol    | julho de 2013     | dezembro de 2013  | R$ 3,6 milhões                    |
| Atlético Mineiro     | Futebol    | janeiro de 2016   | dezembro de 2018  | R$ 12,5 milhões                   |
| Atlético Goianiense  | Futebol    | maio de 2013      | maio de 2014      | R$ 2,4 milhões                    |
| Paraná               | Futebol    | janeiro de 2014   | dezembro de 2014  | R$ 2 milhões                      |
| Sport                | Futebol    | maio de 2014      | maio de 2018      | R$ 6 milhões                      |
| Bahia                | Futebol    | setembro de 2016  | dezembro de 2016  | R$ 2 milhões                      |
| Ceará                | Futebol    | fevereiro de 2017 | dezembro de 2018  | R$ 4 milhões                      |
| Botafogo             | Futebol    | janeiro de 2017   | dezembro de 2017  | R$ 12 milhões                     |
| Fluminense           | Futebol    | setembro de 2016  | dezembro de 2016  | R$ 1 milhão                       |
| Paysandu             | Futebol    | setembro de 2016  | dezembro de 2016  | Valores não informado pela fonte. |
| Náutico              | Futebol    | setembro de 2016  | dezembro de 2016  | R$1,2 milhões                     |
| Brasil de Pelotas    | Futebol    | março de 2017     | dezembro de 2017  | R$ 1,5 milhão                     |
| Londrina             | Futebol    | janeiro de 2017   | dezembro de 2017  | R$ 1,5 milhão                     |
| Cruzeiro             | Futebol    | janeiro de 2016   | dezembro de 2018  | R$ 12,5 milhões                   |

### Outros esportes
Em junho de 2021, a Caixa Econômica Federal anunciou que destinaria R$ 82 milhões em patrocínios a esportes olímpicos e paralímpicos, bem como a projetos voltados para jovens e crianças em vulnerabilidade social. Entre as modalidades beneficiadas estaria o skate que se tornou uma modalidade olímpica, além da renovação de patrocínios da ginástica e atletismo. Também patrocina atletas do tênis de mesa.
Em 2023, voltou a ser a patrocinadora e detentora do direitos de nome do Novo Basquete Brasil, por um período de três anos.

## Resultados Financeiros
| Ano  | Lucro Líquido (Recorrente) | Índice de Basileia | ref    |
| ---- | -------------------------- | ------------------ | ------ |
| 2021 | 17,3 bilhões               | 19,3%              | [ 65 ] |
| 2020 | 13,2 bilhões               | 17,6%              | [ 66 ] |
| 2019 | 21,1 bilhões               | 19,0%              | [ 67 ] |
| 2018 | 12,7 bilhões               | 19,6%              |        |
| 2017 | 9,0 bilhões                | 17,7%              |        |
| 2016 | 4,1 bilhões                | 13,5%              | [ 68 ] |
| 2015 | 7,2 bilhões                | 13%                | [ 69 ] |